# Шемник
Шемник (словен. Šemnik) је насељено место у општини Загорје об Сави, Засавска регија, Словенија.

## Историја
До територијалне реорганизације у Словенији био је у саставу старе општине Загорје об Сави.

## Становништво
У попису становништва из 2011. године, Шемник је имао 229 становника.
| Број становника према пописима | Број становника према пописима | Број становника према пописима |
| ------------------------------ | ------------------------------ | ------------------------------ |
| 1991                           | 2002                           | 2011                           |
| 314                            | 359                            | 229                            |

Напомена: Године 1990. повећана за делове насеља Подлиповица и Равне при Млиншах. Године 1991. умањено за део насеља који је припојен насељу Подлиповица. Године 2008. умањено за делове насеља која су проглашена за нова самостална насеља Сподњи Шемник и Страховље.